# Dame de Caudete
La Dame de Caudete est un buste féminin sculpté dans la pierre appartenant à l'art ibérique, daté d'environ le IVe siècle av. J.-C. et trouvé à Caudete (Albacete, Espagne). J.-C. Alberto Benito Sánchez a trouvé une partie de la dame dans un état très dégradé et le corps a été engagé par María Dolores Muñoz dans un cours d'eau voisin. La tête a été trouvée dans les environs de la Casica del Tío Alberto vers mars 1945, tandis que la seconde est apparue 500 mètres en aval au début de 1972, près du pont du cimetière de Caudete. C'est le curé de La Encina, Jerónimo Hernández Santiago, qui s'est chargé de faire entrer la tête au musée archéologique de Villena, permettant ainsi à José María Soler García, fondateur du musée, d'explorer la zone où la découverte a eu lieu. Dans le cas du buste, c'est l'archéologue lui-même qui a incité la mairie à acquérir la pièce, qui était en possession d'Alfaro Pla Martínez, le découvreur. Après la découverte, il a été restauré par Vicente Bernabeu, technicien du musée archéologique d'Alicante. La biche de Caudete a également été trouvée dans la même localité, à Albacete.

## Caractéristiques
Elle a été modelée dans un bloc de grès calcaire blanc, de couleur gris verdâtre. La tête mesure 24 cm de haut et pèse 8 kg, tandis que le buste entier mesure 68 cm. Aucune trace de polychromie n'a été observée sur l'ensemble du buste. Elle représente une dame aux traits nobles, visibles malgré les regrettables mutilations. Elle porte un peigne court recouvert d'une mantille tissée serrée qui lui arrive au front et retombe sur les côtés, laissant apparaître les boucles de ses cheveux. La mantille est fixée à la tête au moyen d'un bandeau de 61 mm de large. Les mutilations affectent particulièrement la moitié gauche du visage, avec ablation du nez et des lèvres. La partie droite est mieux conservée, même si elle n'est pas exempte d'érosions et d'écailles. Le dos du manteau étant beaucoup plus grossièrement sculpté, il semble que l'image ait été faite pour être vue de face, et il n'est pas exclu qu'elle ait été en retrait. Dans le dos, au niveau du cou, une saillie a été creusée verticalement pour laisser un trou de 10 centimètres de long, 6 centimètres de large et 5 centimètres de profondeur, qui pourrait être une variante des creux funéraires de certaines sculptures contemporaines, comme la Dame d'Elche ou la Dame de Baza. Dans l'ensemble, il s'agit de l'œuvre d'un artiste habile, doté d'une grande sensibilité esthétique.
La Dame est actuellement conservée au musée archéologique de Villena (Alicante) et a accompagné la Dame d'Elche lors du séjour de cette dernière à Elche à l'occasion de l'ouverture du nouveau musée archéologique et historique de la ville.